# Карибски пирати: Отмъщението на Салазар
„Карибски пирати: Отмъщението на Салазар (на английски: Pirates of the Caribbean: Salazar's Revenge), познат още и като „Карибски пирати: Мъртвите не говорят“ (на английски: Pirates of the Caribbean: Dead Men Tell No Tales), е американски филм от 2017 г., пета (последна) част от поредицата „Карибски пирати“. Режисьори са Юахим Рьонинг и Еспен Санберг.
Кийра Найтли се появява за кратко в края в като Елизабет Суон (роля без преплики), съпругата на Уил и майката на Хенри. Адам Браун, Дани Кирейн и Делрой Аткинсън се появяват като членове на екипа на Джак, а в сцената в затвора Пол Маккартни се появява за кратко като чичото на Джак по бащина линия, чичо Джак. CGI силует на Дейви Джоунс се вижда в сцената след надписите, но актьорът Бил Найи заявява, че не е бил информиран за външния вид на героя.

## Сюжет
Внимание:  Текстът по-долу разкрива сюжета на произведението (или части от него)!
Потопен в изцяло ново приключение, обирайки новооткритата банка на остров Свети Мартин, злочестият капитан Джак Спароу затъва още повече в блатото на каръщината, когато установява, че отдавна прокълнати призраци са избягали от Дяволския триъгълник и са поели на мисия да убият всички пирати в морето... включително и него. Начело на зловещата дружина е старият враг на Спароу – убиецът на пирати капитан Салазар – Касапина на морето. Единствената надежда за оцеляване на Джак е да намери Тризъбеца на Посейдон – мощен артефакт, който осигурява на своя притежател власт над всички морета и може да свали всички морски проклятия. По пътя си Джак се среща със сина на Уил и Елизабет Търнър – Хенри. Капитан Барбоса открива дъщеря си Карина, която се влюбва в Хенри. Те откриват тризъбеца, Барбоса умира, спасявайки дъщеря си от острието на Салазар, а всички морски проклятия са развалени и Уил вече не е капитан на „Летящия холандец“.

## В България
В България филмът е пуснат по кината на същата дата в разпространение от Форум Филм България.
На 10 ноември 2019 г. филмът е излъчен премиерно по Нова телевизия от 20:00 ч.
| Озвучаващи артисти  | Даниела Йорданова Елисавета Господинова Васил Бинев Георги Георгиев-Гого Здравко Методиев Светозар Кокаланов |
| Преводач            | Миряна Мезеклиева                                                                                            |
| Тонрежисьор         | Лазар Йончев                                                                                                 |
| Режисьор на дублажа | Димитър Кръстев                                                                                              |